# 송 스튜디오
송 스튜디오는 프로듀서이자 베이시스트인 송홍섭이 1991년에 만든, 음반제작을 겸하는 녹음스튜디오이다. 지금은 이름만 남아 음반기획, 공연기획 을 하고 있다. 주요실적은 유앤미 블루 1,2집, 신윤철 2,3집, 삐삐밴드1,2,3 & 리메이크 등이다.
정식 명칭은 (주)송홍섭스튜디오이다.